# Греция на летних Олимпийских играх 1976
Греция принимала участие в Летних Олимпийских играх 1976 года в Монреале (Канада) в восемнадцатый раз за свою историю, но не завоевала ни одной медали. Греческие атлеты принимали участие во всех Летних Олимпийских играх. Сборную страны представляли 36 спортсменов: 34 мужчины и 2 женщины, они соревновались в 8 видах спорта:
- лёгкая атлетика: бег на 100 метров, бег на 400 метров с препятствиями, марафон, прыжки в длину (все — мужчины)
- бокс
- велоспорт: Михаил Коунтрас участвовал в спринте (занял 22 место), групповой шоссейной гонке, а также в гите с места на 1 км (21 место).
- парусный спорт: яхта класса «Солинг» и другие.  Соревнования яхт проводились на озере Онтарио, порт Кингстон.
- стрельба
- плавание
- тяжёлая атлетика
- борьба.

Самым юным участником греческой сборной был 18-летний пловец Георгиос Карпозис, самым старшим участником был 42-летний стрелок Ламбис Мантос. Знаменосцем на церемонии открытия был легкоатлет Василис Папагеоргопулос.